# Judô nos Jogos Europeus de 2015
As competições de judô nos Jogos Europeus de 2015 foram disputadas na Arena Heydar Aliyev, em Baku entre 25 e 28 de junho. Foram disputados 18 eventos de judô, sendo duas categorias especiais compostas por atletas com deficiência visual. 

## Calendário
| Junho | 12 | 13 | 14 | 15 | 16 | 17 | 18 | 19 | 20 | 21 | 22 | 23 | 24 | 25 | 26 | 27 | 28 |
| ----- | -- | -- | -- | -- | -- | -- | -- | -- | -- | -- | -- | -- | -- | -- | -- | -- | -- |
| Judô  |    |    |    |    |    |    |    |    |    |    |    |    |    | 5  | 6  | 5  | 2  |

|  | Dia de competição |  | Dia de final |

## Qualificação
A qualificação individual foi baseada na lista de classificação mundial da FIJ. Além disso, 10 lugares do total foram alocados na competição individual, assegurando que mais nações possam competir.
Para o evento de equipes, as 6 melhores equipes no ranking da  FIJ se qualificaram. Além disso, do total de vagas, uma foi destinada ao Azerbaijão. Se o Azerbaijão já se qualificar pelo ranking, então a vaga será alocada. 
Para os eventos com deficiência visual, a Federação Internacional dos Desportos para Cegos (IBSA) decidiu os elegíveis para participar. 

## Medalhistas
Masculino
| Evento                               | Ouro | Prata | Bronze |
| ------------------------------------ | --- | --- | --- |
| 60 kg detalhes                       | Beslan Mudranov RUS Rússia                                                                                | Orkhan Safarov AZE Azerbaijão | Ludovic Chammartin SUI Suíça |
| 60 kg detalhes                       | Beslan Mudranov RUS Rússia                                                                                | Orkhan Safarov AZE Azerbaijão | Amiran Papinashvili GEO Geórgia |
| 66 kg detalhes                       | Kamal Khan-Magomedov RUS Rússia                                                                           | Loïc Korval FRA França | Mikhail Pulyaev RUS Rússia |
| 66 kg detalhes                       | Kamal Khan-Magomedov RUS Rússia                                                                           | Loïc Korval FRA França | Sebastian Seidl GER Alemanha |
| 73 kg detalhes                       | Sagi Muki ISR Israel                                                                                      | Nugzar Tatalashvili GEO Geórgia | Rok Drakšič SLO Eslovênia |
| 73 kg detalhes                       | Sagi Muki ISR Israel                                                                                      | Nugzar Tatalashvili GEO Geórgia | Dirk van Tichelt BEL Bélgica |
| 81 kg detalhes                       | Avtandili Tchrikishvili GEO Geórgia                                                                       | Ivan Nifontov RUS Rússia | Alexander Wieczerzak GER Alemanha |
| 81 kg detalhes                       | Avtandili Tchrikishvili GEO Geórgia                                                                       | Ivan Nifontov RUS Rússia | Loïc Pietri FRA França |
| 90 kg detalhes                       | Kirill Denisov RUS Rússia                                                                                 | Varlam Liparteliani GEO Geórgia | Ilias Iliadis GRE Grécia |
| 90 kg detalhes                       | Kirill Denisov RUS Rússia                                                                                 | Varlam Liparteliani GEO Geórgia | Guillaume Elmont NED Países Baixos |
| 100 kg detalhes                      | Henk Grol NED Países Baixos                                                                               | Lukáš Krpálek CZE Chéquia \| Toma Nikiforov BEL Bélgica | |
| 100 kg detalhes                      | Henk Grol NED Países Baixos                                                                               | Lukáš Krpálek CZE Chéquia \| Toma Nikiforov BEL Bélgica | Cyrille Maret FRA França |
| + 100 kg detalhes                    | Adam Okruashvili GEO Geórgia                                                                              | Or Sasson ISR Israel | Renat Saidov RUS Rússia |
| + 100 kg detalhes                    | Adam Okruashvili GEO Geórgia                                                                              | Or Sasson ISR Israel | Iakiv Khammo UKR Ucrânia |
| Equipe detalhes                      | FRA França Pierre Duprat Alexandre Iddir Loic Korval David Larose Cyrille Maret Loic Pietri Florent Urani | GEO Geórgia Beka Gviniashvili Varlam Liparteliani Ushangi Margiani Levani Matiashvili Adam Okruashvili Amiran Papinashvili Lasha Shavdatuashvili Nugzar Tatalashvili Avtandili Tchrikishvili | RUS Rússia Kirill Denisov Denis Iartcev Kamal Khan-Magomedov Alan Khubetsov Ivan Nifontov Mikhail Pulyaev Renat Saidov Kirill Voprosov      |
| Equipe detalhes                      | FRA França Pierre Duprat Alexandre Iddir Loic Korval David Larose Cyrille Maret Loic Pietri Florent Urani | GEO Geórgia Beka Gviniashvili Varlam Liparteliani Ushangi Margiani Levani Matiashvili Adam Okruashvili Amiran Papinashvili Lasha Shavdatuashvili Nugzar Tatalashvili Avtandili Tchrikishvili | UKR Ucrânia Serhiy Drebot Vitalii Dudchyk Oleksandr Gordiienko Iakiv Khammo Artem Khomula Quedjau Nhabali Vadym Synyavsky Georgii Zantaraia |
| Deficientes visuais + 90 kg detalhes | Ilham Zakiyev AZE Azerbaijão                                                                              | Oleksandr Pominov UKR Ucrânia | Aleksandr Parasiuk RUS Rússia |
| Deficientes visuais + 90 kg detalhes | Ilham Zakiyev AZE Azerbaijão                                                                              | Oleksandr Pominov UKR Ucrânia | Zakir Mislimov AZE Azerbaijão |

Feminino
| Evento                             | Ouro | Prata | Bronze |
| ---------------------------------- | --- | --- | --- |
| 48 kg detalhes                     | Charline van Snick BEL Bélgica | Ebru Şahin TUR Turquia | Éva Csernoviczki HUN Hungria |
| 48 kg detalhes                     | Charline van Snick BEL Bélgica | Ebru Şahin TUR Turquia | Irina Dolgova RUS Rússia |
| 52 kg detalhes                     | Andreea Chițu ROU Romênia | Annabelle Euranie FRA França | Mareen Kräh GER Alemanha |
| 52 kg detalhes                     | Andreea Chițu ROU Romênia | Annabelle Euranie FRA França | Natalia Kuziutina RUS Rússia |
| 57 kg detalhes                     | Telma Monteiro POR Portugal | Hedvig Karakas HUN Hungria | Nora Gjakova KOS Kosovo |
| 57 kg detalhes                     | Telma Monteiro POR Portugal | Hedvig Karakas HUN Hungria | Miryam Roper GER Alemanha |
| 63 kg detalhes                     | Martyna Trajdos GER Alemanha | Tina Trstenjak SLO Eslovênia | Yarden Gerbi ISR Israel |
| 63 kg detalhes                     | Martyna Trajdos GER Alemanha | Tina Trstenjak SLO Eslovênia | Clarisse Agbegnenou FRA França |
| 70 kg detalhes                     | Kim Polling NED Países Baixos | Laura Vargas Koch GER Alemanha | Bernadette Graf AUT Áustria |
| 70 kg detalhes                     | Kim Polling NED Países Baixos | Laura Vargas Koch GER Alemanha | Szaundra Diedrich GER Alemanha |
| 78 kg detalhes                     | Marhinde Verkerk NED Países Baixos | Luise Malzahn GER Alemanha | Anamari Velenšek SLO Eslovênia |
| 78 kg detalhes                     | Marhinde Verkerk NED Países Baixos | Luise Malzahn GER Alemanha | Guusje Steenhuis NED Países Baixos                                                                                                 |
| + 78 kg detalhes                   | Emilie Andeol FRA França | Jasmin Külbs GER Alemanha | Belkıs Zehra Kaya TUR Turquia |
| + 78 kg detalhes                   | Emilie Andeol FRA França | Jasmin Külbs GER Alemanha | Svitlana Iaromka UKR Ucrânia |
| Equipe detalhes                    | FRA França Clarisse Agbegnenou Emilie Andeol Laetitia Blot Gevrise Emane Annabelle Euranie Marie Eve Gahie Madeleine Malonga Automne Pavia | GER Alemanha Szaundra Diedrich Franziska Konitz Mareen Kraeh Luise Malzahn Miryam Roper Martyna Trajdos Laura Vargas Koch Viola Waechter | ITA Itália Giulia Cantoni Assunta Galeone Odette Giuffrida Edwige Gwend Elisa Marchio Valentina Moscatt Giulia Quintavalle         |
| Equipe detalhes                    | FRA França Clarisse Agbegnenou Emilie Andeol Laetitia Blot Gevrise Emane Annabelle Euranie Marie Eve Gahie Madeleine Malonga Automne Pavia | GER Alemanha Szaundra Diedrich Franziska Konitz Mareen Kraeh Luise Malzahn Miryam Roper Martyna Trajdos Laura Vargas Koch Viola Waechter | SLO Eslovênia Klara Apotekar Vlora Bedeti Nina Milosevic Petra Nareks Anka Pogacnik Tina Trstenjak Anamari Velenšek Kristina Vrsic |
| Deficientes visuais 57 kg detalhes | Inna Cherniak UKR Ucrânia | Sabina Abdullayeva AZE Azerbaijão | Nataliya Nikolaychyk UKR Ucrânia                                                                                                   |
| Deficientes visuais 57 kg detalhes | Inna Cherniak UKR Ucrânia | Sabina Abdullayeva AZE Azerbaijão | Romona Brussig GER Alemanha |

## Quadro de medalhas
O quadro original de medalhas foi publicado. 
| Ordem | País              | Medalha de ouro | Medalha de prata | Medalha de bronze |    |
| ----- | ----------------- | --------------- | ---------------- | ----------------- | -- |
| 1     | RUS Rússia        | 3               | 1                | 5                 | 9  |
| 2     | NED Países Baixos | 3               |                  | 2                 | 5  |
| 3     | GEO Geórgia       | 2               | 2                | 1                 | 5  |
| 4     | GER Alemanha      | 1               | 3                | 6                 | 10 |
| 5     | FRA França        | 1               | 2                | 3                 | 6  |
| 6     | AZE Azerbaijão    | 1               | 2                | 1                 | 4  |
| 7     | UKR Ucrânia       | 1               | 1                | 1                 | 5  |
| 8     | ISR Israel        | 1               | 1                | 1                 | 3  |
| 9     | BEL Bélgica       | 1               |                  | 2                 | 3  |
| 10    | ROU Romênia       | 1               |                  |                   | 1  |
|       | POR Portugal      | 1               |                  |                   | 1  |
| 12    | SLO Eslovênia     |                 | 1                | 2                 | 3  |
| 13    | HUN Hungria       |                 | 1                | 1                 | 2  |
|       | TUR Turquia       |                 | 1                | 1                 | 2  |
| 15    | CZE Chéquia       |                 | 1                |                   | 1  |
| 16    | AUT Áustria       |                 |                  | 1                 | 1  |
|       | SUI Suíça         |                 |                  | 1                 | 1  |
|       | GRE Grécia        |                 |                  | 1                 | 1  |
|       | ITA Itália        |                 |                  | 1                 | 1  |
| TOTAL | TOTAL             | 16              | 16               | 32                | 64 |